# Hermann de Schaumbourg (1545-1592)
Hermann de Holstein-Schaumbourg (1er novembre 1545; † 5 mars 1592) fut évêque élu de Minden de 1567 à 1582

## Famille
Hermann est l'aîné des fils d'Otto IV de Schaumbourg et de sa première épouse  Marie de Poméranie  (née en 1527 - † 1554) une fille Barnim IX, le duc de Poméranie-Stettin. Son frère cadet Antoine sera  évêque de Minden de 1587 à 1599. Antoine de Holstein-Schaumbourg, archevêque de Cologne est leur oncle paternel.

## Éducation et jeunesses
Bien que Otto IV son père ait dès 1559 introduit la Réforme dans ses domaines, il envoie deux de ses fils se faire éduquer par des prêtres catholiques. Hermann de Schaumbourg et son frère puiné Antoine sont élevés à Ingolstadt par les jésuites alors que leur frère cadet Adolphe est formé par leur père pour être son futur successeur et prend la direction du comté à sa  mort en 1576. Dès 1559 Hermann obtient un bénéfice de chanoine à Cologne et en 1562 un second à Liège.

## Évêque de Minden
Après la mort de l'évêque Georges de Brunswick-Wolfenbüttel, Hermann est désigné le 9 janvier 1567 comme futur évêque de Minden. Le pape Pie IV le confirme dans cette fonction le 29 mai 1573. Dans les premières années de son mandat, son père garde une influence sur la principauté épiscopale de Minden mais Hermann ne reçoit jamais la consécration épiscopale. Après la mort de son père en 1576, il tente en vain de faire valoir son droit d'aînesse, mais sa belle-mère Élisabeth Ursula de Brunswick-Lunebourg fait prévaloir auprès des États 
que la situation financière du comté ne permet pas de revenir sur  l'accord familial conclu 10 ans plus tôt lors de sa désignation comme évêque. Son cadet Adolphe XIV devient donc comte avec son demi-frère Ernest comme héritier présomptif.
Dans la principauté épiscopale de Minden sous ses prédécesseurs de la maison de Brunswick-Lunebourg, la doctrine de Martin Luther avait rapidement progressé. Hermann, dont la confirmation tardive par le pape est liée au fait qu'il refusait le Crédo du concile de Trente gouverne Minden comme un prince-évêque élu.  Le chapitre de chanoines de la cathédrale  en l'absence de consécration épiscopale de Hermann, demande en 1581 à l'ancien évêque élu de 1553 à 1554, Jules de Brunswick-Wolfenbüttel de désigner son fils Henri-Jules de Brunswick-Wolfenbüttel, déjà administrateur d'Halberstadt depuis 1566, afin qu'il soit également reconnu comme évêque de Minden. 
Henri-Julies est personnellement favorable à la Réforme. La désignation du  successeur de Hermann est probablement lié à l'influence importante de la maison de Brunswick-Lunebourg dans la région. Les velléités du chapitre de chanoines de voir renforcer la doctrine catholique à Minden seront rapidement déçues par le nouvel élu qui ignore après sa nomination les promesses faites en prenant une épouse en 1585. Malgré cela,  Hermann ne pouvait pas ignorer la volonté du chapitre et il renonce à la principauté épiscopale de Minden, le 29 janvier 1582 laissant ainsi la voie libre à son successeur Henri-Jules. Il a été allégué que Hermann avait reçu de Julius de Brunswick-Wolfenbüttel des fonds en récompense de sa renonciation au diocèse. Malgré cela les convictions catholiques d'Hermann semblent avoir été réelles.